# きめてやる今夜
「きめてやる今夜」（きめてやるこんや）は、日本の歌手である沢田研二の40枚目のシングルである。
1983年9月21日にポリドールK.K.（現：ユニバーサル ミュージック）のジュリーレーベルより発売された。

## 解説
- 元々は1977年に自身の作詞・作曲で内田裕也に提供した楽曲だが、セルフカバーにあたり井上大輔の作曲でメロディーをまったく違うものに変えている。なお、内田に提供した自作曲バージョンは、1982年に松田優作もカバーしている。

## 収録曲
1. きめてやる今夜
  - 作詞：沢田研二／作曲：井上大輔／編曲：吉田建
2. 枯葉のように囁いて
  - 作詞：三浦徳子／作曲：井上大輔／編曲：吉田建